# Hasloh
Hasloh ist eine Gemeinde im Kreis Pinneberg in Schleswig-Holstein. Haslohfeld, Klövensteen und Langenbergen liegen im Gemeindegebiet.

## Geografie
Hasloh liegt nördlich der Hansestadt Hamburg, westlich von Norderstedt, östlich von Pinneberg und südlich von Quickborn.
Hasloh liegt direkt an der Bundesstraße 4. Östlich des Ortes verläuft die Bundesautobahn 7. Durch den Ort führt die Bahnstrecke Hamburg-Altona–Neumünster der AKN. Der Ort hat somit Anschluss an das Verkehrsnetz des Hamburger Verkehrsverbundes (HVV). Bis zum Flughafen Hamburg sind es rund 20 Minuten, in die Innenstadt von Hamburg 25 Minuten mit dem Pkw.

## Geschichte
Die erste urkundliche Erwähnung geht auf 1253 zurück, als sich das Dorf noch Herslo nannte. Herslo geht auf einen indogermanischen Wortstamm zurück und bedeutet „sumpfige, ebene Fläche“. Damals trat ein Dominus Hartmannus de Herslo, also Herr Hartmann von Herslo als Zeuge auf. Im 16. Jahrhundert gehörte Hasloh dem Amtsregister des Amtmanns Clamer Heine zur Waldvogtei, zusammen mit Lokstedt, Niendorf, Garstedt, Quickborn, Renzel, Winzeldorf, Bönningstedt, Schnelsen und Hummelsbüttel.
Am 6. September 1971 musste unmittelbar nach dem Start vom Flughafen Hamburg eine Maschine der Paninternational mit 121 Menschen an Bord bei Hasloh auf der Bundesautobahn 7 notlanden. Die BAC One-Eleven kollidierte mit einer Autobahnbrücke und zerbrach in mehrere Teile, wobei 22 Personen getötet wurden. In die Tanks für die Wassereinspritzung zur Steigerung der Startleistung der Triebwerke war anstelle von reinem demineralisiertem Wasser versehentlich zusätzlich Kerosin gefüllt worden (siehe Paninternational-Flug 112).

## Religion
Hasloh hat eine evangelisch-lutherische Kirche, die der Kirchengemeinde Quickborn-Hasloh angehört. Fünf Kilometer von Haslohs Zentrum befindet sich die katholische Kirche St. Marien, Quickborn.

## Politik
Zum 1. Januar 2013 verließ Hasloh das Amt Pinnau, hat jetzt den Status einer amtsfreien Gemeinde und wird seither im Rahmen einer Verwaltungsgemeinschaft durch die Stadt Quickborn verwaltet.

### Gemeindevertretung
Bei der Kommunalwahl am 14. Mai 2023 wurden insgesamt 17 Sitze vergeben. Von diesen erhielten Hasloh gestalten e. V. und die CDU je fünf Sitze, die SPD erhielt vier Sitze und die Grünen erhielten drei Sitze.

### Wappen
Blasonierung: „Von Gold und Blau schräglinks geteilt. Oben eine rot geaderte schwarze Rose mit goldenem Kelch und grünen Blattspitzen, unten an abgeschnittenem goldenen Zweig ein aufrecht stehendes goldenes Eichenblatt, darunter am gleichen Zweig ein Stengel mit einer goldenen, aufrecht stehenden Eichel und einer nach unten zeigenden Eichelschale.“
Der Ortsname Hasloh deutet an, dass der Ort in einer „sumpfigen Waldgegend“ (Loh) gegründet worden ist, in welcher der Hirsch (Has = Ableitung von Hertes oder Hartes = Hirsch) heimisch war. Die verwaltungsrechtliche Zugehörigkeit der Gemeinde zur späteren Waldvogtei der Herrschaft Pinneberg bestätigt diese auf den Ortsnamen gestützte Annahme. Die charakteristischen Eichenwälder hatten lange Bestand. Noch gegen Ende des 19. Jahrhunderts wurde hier Eichenrinde zum Gerben von Fellen und Häuten gewonnen. Eichenblatt und Eichel im Wappen von Hasloh erinnern an die Bedeutung der Eichenwälder für den Ort. Eine schwarze Rose züchtete erstmals Anfang der 1930er-Jahre der Hasloher Rosenzüchter Max Krause. Sie wurde unter dem Namen „Nigrette“ weltbekannt. An dieses floristische Verdienst eines Hasloher Bürgers erinnert die Figur der Rose im Wappen.

### Städtepartnerschaft
Die Stadt Liebenwalde in Brandenburg ist Partnerstadt von Hasloh.

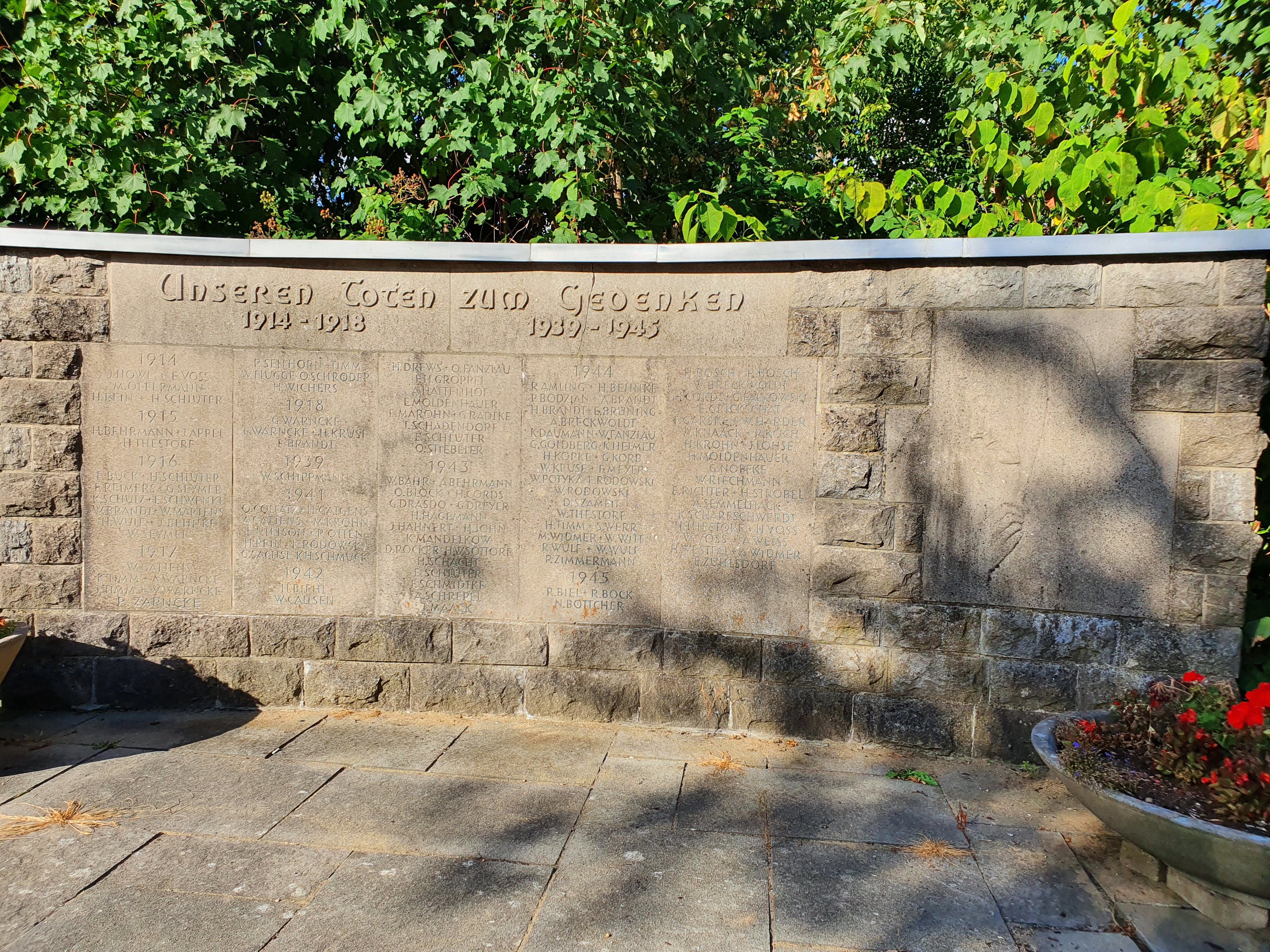
Ein Denkmal für die im Krieg gefallenen Hasloher

## Kultur und Sehenswürdigkeiten

### Parks
Einen eigentlichen Park hat Hasloh nicht, es gibt jedoch mehrere Flächen die einem Park in ihrem Sinne ähnlich kommen. So gibt es, zentral gelegen, nördlich der Peter-Lunding-Schule den Robinson-Spielplatz. Der Robinson-Spielplatz hat eine große Grünfläche, einen Rodelberg, diverse Spielgeräte und einen Basketballplatz. Im Westen von Hasloh befindet sich das „Lütte Pütt“, eine Regenrückhalteanlage an der ein Pfad entlang führt. An diesem Pfad sind Bäume des Jahres verschiedener Jahre gepflanzt und beschildert, zudem gibt es dort eine kleine Grünfläche mit Sitzbänken. Zwischen der Peter-Luding-Schule und dem Garstedter Weg befindet sich auch eine kleine Grünfläche mit Sitzbänken daneben. Folgt man dem Weg der dort entlang führt, findet man auch noch ein Denkmal für die Gefallenen im ersten und Zweiten Weltkrieg auf einer kleinen Grünfläche. An der Straße nach Tangstedt befindet sich der Pfingstwald. Dort gibt es seit 2013 einen Hochseilgarten. Zudem veranstaltet der Musikzug der Freiwilligen Feuerwehr Hasloh auf der Waldbühne alljährlich ein Konzert zum Pfingstsonntag.

### Sport
Größter Sportverein ist der TuS Hasloh von 1928. Der Verein hat 846 Mitglieder, davon rund 400 Jugendliche und bietet Sport in mehr als 20 Sparten an. Darunter Fußball, Leichtathletik, Karate und Volleyball. Zwei Rasen-Sportplätze und eine große Sporthalle werden vom TuS genutzt. 1998 wurde das Sportlerheim mit Umkleideräumen, Sporträumen, Büros und einem Klubraum fertiggestellt.

### Öffentliche Einrichtungen
Die Volksspielbühne Hasloh führt regelmäßig Stücke im Saal vom Landhaus Schadendorf an der Kieler Straße auf. Das Gemeindebüro „Dörphus“ im Garstedter Weg dient, neben dem Rathaus in Quickborn, als Anlaufstelle vor Ort für Verwaltungsdienstleistungen.

## Bildung

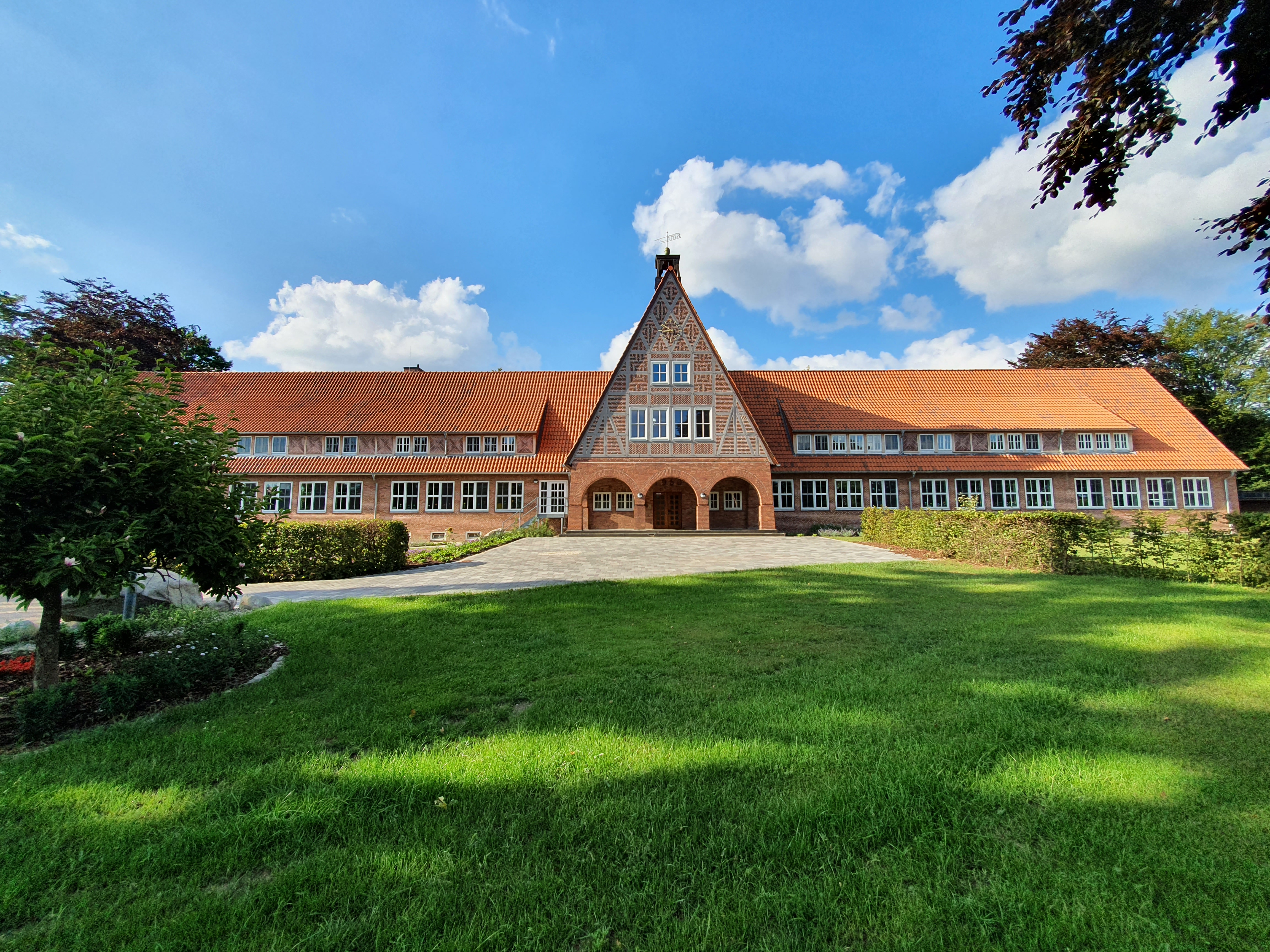
Die Peter-Lunding-Schule nach Fertigstellung der Sanierung

Die Peter-Lunding-Schule, eine Grundschule, ist seit 1952 die einzige Bildungseinrichtung in Hasloh. Im Jahr 1969 kam eine kleine Sporthalle hinzu, welche in den 1980er Jahren zu einer Mehrzweckhalle vergrößert wurde. Ein weiterer Klassenraum wurde zudem 1992 angebaut. Der Plan für einen weiteren Ausbau musste jedoch 2015, nach einer Kostenexplosion während Sanierungsarbeiten, verworfen werden. Weiterführende Schulen befinden sich in den Nachbarorten Bönningstedt und in Quickborn.

## Infrastruktur
Nachdem 2011 über 60 % der Bürger ihr Interesse mit einem Vertrag zugesichert hatten, begann die azv Südholstein Breitband GmbH mit der Verlegung eines Glasfasernetzes, welches 2013 in Betrieb ging. Die zu Grunde liegende Technik basiert auf Fibre to the Home und überträgt daher sowohl Internet, als auch Telefon und Fernsehen. Im April 2016 verkaufte die azv Südholstein Breitband GmbH das Glasfasernetz in Hasloh und weiteren Orten an den Zweckverband Breitband Marsch und Geest (ZBMG). Seitdem hat die wilhelm.tel GmbH das Netz per Nutzungsvertrag mit den Kunden übernommen und dies zudem im Zuge des Neubaugebietes „Neue Mitte“ erweitert.

## Persönlichkeiten
- Kurt Lütjohann (* 1918; † nach 2000), Lehrer und niederdeutscher Autor, war von 1946 bis 1958 Lehrer in Hasloh
- Willy Fresch (* 1. April 1927 in Hamburg; † 18. Januar 2010 ebenda) lebte seit 1976 in Hasloh und gründete die ortsansässige Volksspielbühne
- Jobst Hirscht (* 1948), Polizeibeamter und Leichtathlet, wohnt in Hasloh